# Clinocottus embryum
Clinocottus embryum és una espècie de peix pertanyent a la família dels còtids.

## Descripció
- Fa 7 cm de llargària màxima.
- Aletes pèlviques petites.[6][7]

## Hàbitat
És un peix marí, demersal i de clima temperat.

## Distribució geogràfica
Es troba al Pacífic oriental: des de les costes del mar de Bering a Alaska fins al nord de la Baixa Califòrnia (Mèxic).

## Observacions
És inofensiu per als humans.